# 那霸手
那霸手是琉球手（空手道的原型）的一種流派，流行於那霸港（今沖繩縣那霸市）一帶。那霸手的練習者和傳承者為居住在那霸港附近的商人以及居住在久米村的閩人三十六姓的後裔。
那霸手這個名詞是現代賦予的，在當時沒有這個稱呼。而在二戰之前稱呼並沒有統一，例如船越義珍（富名腰義珍）便把唐手分為「昭林流」和「昭靈流」兩派，其中「昭靈流」便是現在人們所知的那霸手。
那霸港在琉球王國時期曾是一個繁華的對外貿易港口。而那霸港附近的久米村，則居住著精通漢語的華人後裔，是為閩人三十六姓後裔。久米村人多在琉球王府中擔任進貢使、唐通事等要職，負責前往中國進行外交活動。而這些久米村人從中國學習了中國武術，並將武術帶回國中。後來經過獨自發展，形成了那霸手。
那霸手的相關史料很少，而有史料記載的最早的流派則是湖城流，由蔡肇功（湖城親雲上）創立。蔡氏湖城殿內家族也輩出武術大師，如蔡昌偉（湖城昌偉）、湖城以正（1832年 - 1891年）、湖城以幸（1836年 - 1907年）、湖城大禎（1838年 - 1917年）、湖城以昌（1848年 - 1910年）等等。久米村士族以湖城家為中心傳承那霸手。而同為久米村人的真榮里蘭芳（1838年 - 1904年）和新垣世璋（1840年 - 1920年）等也比較出名，他們曾經1866年中國冊封使團來到琉球之際，在祝賀會上表演武術。
明治時代以後，那霸手在東恩納寬量那裡得以發揚光大。東恩納寬量的弟子宮城長順、許田重發、摩文仁賢和、遠山寬賢等人也對那霸手的發揚光大起了重要貢獻。
現代學者一般認為，那霸手相對於首里手和泊手來說更注重於練習肌肉和筋骨的發達。
由那霸手發展而成的空手道流派有：湖城流、剛柔流、東恩流、糸東流、劉衛流等。

## 腳註
1. ↑  富名腰義珍，《琉球拳法・唐手》，武侠社，1922年，第5頁。
2. ↑  本部朝基，東京唐手普及会，1932年，第2頁：